# 우키 데쓰로
우키 데쓰로(일본어: 浮氣 哲郎, 1971년 10월 4일 ~ )는 일본의 전 축구 선수이다.

## 구단 경력
도쿄 가스, 제프 유나이티드 이치하라, 오미야 아르디자, 몬테디오 야마가타, 오이타 트리니타, 쇼난 벨마레, 요코하마 FC, FC 가리야에서 활동하였다.

## 지도자 경력
2007년부터 2009년까지 FC 가리야의 감독을 맡으며 2017년부터 2018년까지 카탈레 도야마에서 감독을 맡았다.